# 伊勢電気鉄道デハニ221形電車
伊勢電気鉄道デハニ221形電車（いせでんきてつどうデハニ221がたでんしゃ）は伊勢電気鉄道が1929年に導入した、手小荷物室付の電車である。

## 概要
先行するデハニ211形・デハニ201形と同級の17m級半鋼製車である。
手小荷物室を車体の一端に備える両運転台車であることは先行2形式と共通するが、車体のエクステリアデザインは大きく変化した。妻窓を含む扉以外の各窓の上部幕板部に円弧を描く優美な飾り窓を設けていた先行形式とは異なり、通常の2段上昇窓とされたため、いささか地味な印象を与える外観となっている。
もっとも、そうした外観の地味さとは対照的に、本形式の機器には重要な新機軸が採用されている。以後、第二次世界大戦後も長く生産・使用されることになる東洋電機製造の傑作、TDK-528系の初号機種(TDK-528-A)が主電動機として搭載されたのである。この電動機はその性能バランスの良さから近隣の名古屋鉄道において特に強く支持され、また第二次世界大戦後は運輸省規格形電動車の指定電動機となったこともあって東京急行電鉄や東武鉄道でも大量採用されるなど、東海地方以東の1,067mm軌間を採用する私鉄各社に広く普及した。また、制御器も東洋電機製造製のいわゆる“デッカー・システム”に属する精緻な電動カム軸式自動加速制御器が採用されており、電空カム軸式を採用していたデハニ201形・デハニ211形と比較して応答性などの改善が図られている。
本形式はその運用面での地味さ故に、ともすれば個性的な前後の各形式の間に埋没しがちであるが、TDK-528系電動機普及の橋頭堡を築き、また伊勢電気鉄道としても大神宮前開業に備えて製作され、特急運転などで鮮烈な印象を残したデハニ231形での性能飛躍の基礎を固めたことで、重要な役割を果たした形式であると言える。

## 製造経緯
1929年当時、泗桑線と呼ばれていた伊勢電気鉄道本線の四日市- 桑名間延長線の開業に際し、本線が30マイル72チェーン（約49.7km）に延伸され、全線の直通には普通電車で所要時間1時間20分、新たに設定されることになった急行電車でも1時間8分を要するようになることから、より大型で充実した接客設備を備え、しかも高速運転に適する性能を備えた車両が必要となった。
この際、路線開業に先行する形で、1928年夏から同年12月にかけてハ451形ハ451 - ハ453・デハニ211形デハニ211・デハニ201形デハニ201、と5両の17m級半鋼製電車の新造が実施されていた。
これらに続き、泗桑線開業に伴う輸送需要の劇的な増大に対応すべく手小荷物室付制御電動車(Mc)のさらなる増備が計画された。そこで、デハニ201竣工直後の1928年12月26日設計認可申請、1929年2月23日認可で定員100名、座席定員52名、荷重1tのデハニ201形およびデハニ211形と同クラスの新型17m級電動車として本形式が発注され、以下の順に名古屋の日本車輌製造本店で製造された。本形式の代価は、デハニ221 - デハニ225がそれぞれ39,263円30銭、デハニ226が39,263円50銭であった。
- 1929年2月製造

デハニ221形デハニ221 - デハニ224
- 1929年6月製造

デハニ221形デハニ225・デハニ226
ただし、鉄道省に対する竣工届の提出時期は日本車輌製造での製造時期と一致しておらず、以下の通りとなった。
- 1929年2月23日竣工[注 4][1]

デハニ221形デハニ221・デハニ222　
- 1929年6月10日竣工

デハニ221形デハニ223・デハニ224
- 1929年7月6日竣工

デハニ221形デハニ225・デハニ226
なお、この間1929年5月3日にはハ451形の増備車にあたる制御車のハ461形ハ461 - ハ463が竣工しており、泗桑線開業に伴う旅客車両の増備は電動車8両、制御車3両、付随車3両の合計14両となっている。

## 車体
前年のハ451形に始まるグループと同様、窓の上下にそれぞれウィンドウヘッダー・ウィンドウシルと呼ばれる補強用の細帯を巻き、リベット接合で組み立てた鋼製の構体と、木製でシングルルーフ形態の屋根・内装を組み合わせた、設計当時としては一般的な17m級半鋼製車体を備える。床下補強用のトラスロッド（トラス棒）と呼ばれる部材が装着されているのも、同グループと同様である。。
もっとも、窓はハ451形のグループとは大きく異なった構造が採用された。同グループでは基本となる窓を1段下降式とする一方で、その上部の幕板部に円弧を描く優美な飾り窓を設けるという、他例の少ない構造を採用していたが、本形式ではデハ121形などと同様、腰板と幕板の間に二段上昇式の窓を設置するのみという、実用性を重んじた簡素な構造に変更された。窓寸法は幅は650mmでデハニ201・デハニ211形と同一とされたが、明かり取り窓廃止の分、高さは50mm拡大され、850mmとなっている。
窓配置は1 3 D (1)8(1) D (1) D' 1（D：客用扉、D'：荷物扉、(1)：戸袋窓、数字：窓数）で飾り窓の有無を別にするとデハニ201・デハニ211形に類似するが、手小荷物室の無い側の客用扉が窓1枚分内側にずらされた点で相違する。本形式は戸袋窓全てに横桟が入っており、さらに両端の運転台側窓や妻窓も二段上昇式とされたため、扉窓以外全て2段窓構成となっている。なお、戸袋窓は全て褐色半透明のダイヤガラスと呼ばれる磨りガラスをはめ込み、客用扉は東洋電機製造C-500-C戸閉装置による自動扉となっている。
妻面は平妻で、中央に600mm幅の貫通扉を設けるが、貫通幌はこの時代の一般的な電車の通例に従って装着しておらず、両脇に手すりが突き出して取り付けられている。
内装はハ451形などと同様、天井に浅い段差のついたモニタールーフ様式となっており、各客用扉両脇の柱頭部にはギリシャ建築のような花弁状の装飾が木彫によって施されている。座席は全てロングシートで窓上に真鍮製の網棚を設ける。床面はリノリューム張りである。。
通風器はガーランド式で、屋根中央にランボードを設置するため、その左右に通常のガーランド式通風器を半分に分割したものを2列12基搭載する。換気口は天井の照明灯具と一体構造となっているが、手小荷物室の1灯のみは通風器と設置位置がずれている。また、車体塗装は全車とも伊勢電気鉄道の標準色であった、イムペリアル・スカーレットと呼ばれる濃紅色である。
運転台および乗務員室のある側の妻面には向かって左側窓下に標識灯を1灯設置し、運転台を設備している車両については前照灯1灯を妻面の屋根上中央に設置している。

## 主要機器
制御器にゼネラル・エレクトリック(GE)社製の輸入品を搭載したデハニ201形、芝浦製作所によるGE社製制御器の模倣品を搭載したデハニ211形とは異なり、東洋電機製造がライセンス提携先であるイングリッシュ・エレクトリック(EE)社から導入した技術を基に独自に設計した国産機器を搭載するのが特徴である。

### 制御器
東洋電機製造がEE社との技術提携により国産化した、“デッカー・システム”として知られる電動カム軸式自動加速制御器を備える。
電動カム軸式制御器はその名が示すように、主回路のオンオフに用いるスイッチを動作させるカム軸の駆動にパイロットモーターと呼ばれる小型電動機を使用する。この方式は一般にデハニ201形やデハニ211形に採用された電空カム軸式制御器よりも鋭敏な応答が得られるという特徴があり、長大編成化や高速運転に適する。
その制御電源は東洋電機製造TDK-306-A電動発電機により給電される。

### 主電動機
東洋電機製造が1928年に独自に設計した、TDK-528-Aを各台車に2基ずつ計4基、吊り掛け式で装架する。歯数比は25:55=2.20でデハニ211形と同一となっている。
なお、このTDK-528-Aは第二次世界大戦前の伊勢電気鉄道デハニ231形（TDK-528-C搭載）や名岐鉄道デボ800形（TDK-528/5-F搭載）などを経て第二次世界大戦後、運輸省などが制定した規格形電車用の指定電動機となったことなどから東武鉄道・東京急行電鉄・名古屋鉄道といった関東・中部地方の1,067mm軌間各私鉄で重用され、最終的に1960年代の吊り掛け式電動機終焉まで生産が続くことになった傑作電動機、TDK-528シリーズの初号機に当たる 。

### 台車
デハニ201形・デハニ211形の設計を踏襲し、設計当時の日本車輌製造が高速電車用標準台車として推奨していたD-18形2軸ボギー台車を装着する。ボールドウィンAA形台車をデッドコピーして設計された、釣り合い梁式で形鋼組み立てによる、廉価でユーザー各社から高評価を得ていた台車である。
この台車は型番の数字が示すように、心皿荷重の上限値を18tとして設計されており、車輪径は860mm、軸距は2,130mmである。

### ブレーキ
デハニ223のみウェスティングハウス・エアブレーキ社(WABCO)社製の、それ以外は日本エヤーブレーキ社製の、M三動弁によるAMM制御管式非常直通自動空気ブレーキ（Mブレーキ）をそれぞれ搭載する。
運転台のブレーキ制御弁は単車時に使用可能な直通ブレーキと連結運転用の自動空気ブレーキをコック操作で切り替えて使用可能なM24弁である。
なお、全車に手ブレーキ装置を設置している。

### 集電装置
電動車の集電装置として、東洋電機製造TDK-C-2菱枠パンタグラフを桑名寄り屋根上に各1基ずつ搭載する。

## 運用
新造後、伊勢電気鉄道の主力車として運用されたが、新松阪延長線開業を控えた1930年1月に、より強力かつより充実した接客設備を備えたデハニ231形が運用を開始したことから、同サイズかつ同一出力のデハニ201形やデハニ211形と共に二線級に転落、以後は本線の各駅停車や支線区での運用を中心としたローカル運用に充当されるようになった。
1932年3月26日には他の電動車各形式と同様、本形式も記号を変更して以下の通り改番されている。
デハニ221形デハニ221 - デハニ226 → モハニ221形モハニ221 - モハニ226
この改番直後の同年4月30日にはモハニ201・モハニ211・クハ461 - 463の5両と共に警笛をニューフォニックフォーンと称するタイプのものに交換、竣工届を提出している。
1935年には2月28日付で6両全車のブレーキ弁をM24から改良型のM24-Cへ交換することを申請、3月18日認可、3月25日竣工として全車の交換を完了した。
伊勢電気鉄道の参宮急行電鉄への合併の際には特に形式称号の変更は実施されなかったが、1941年3月15日の関西急行鉄道成立時には他社形式との競合を避けて形式称号の整理が実施され、本形式は以下の通り改番された。
モハニ221形モハニ221 - モハニ226 → モニ6221形モニ6221 - モニ6226
なお、この際塗装は他形式と同様、従来のイムペリアル・スカーレットから濃緑色に変更されている。
戦時中には非鉄金属の供出で真鍮製網棚が撤去されて木製網棚に変更、戦後は雨樋の追加設置と運転台側妻面の向かって右側腰板部への標識灯（尾灯）の追加設置が実施され、混雑対応として1947年に乗務員室区画に対する仕切板が設置された。。
また、時期は不詳だが床下のトラス棒が撤去され、ブレーキ弁がM三動弁からより高機能なA動作弁に交換され、AMA自動空気ブレーキ（Aブレーキ）に変更されている。さらに、これも時期不詳だがモニ6226に限り、側窓上段が下段より背の高い下降式のものに交換されている。
1950年代以降実施された車体更新の際には、天井のモニター屋根構造が撤去されて一般的な丸屋根となり、アルミ板が張られた。また、照明の蛍光灯化と扇風機の取り付けが実施され、屋根上中央に設置されていた歩み板が撤去されている。
主電動機が低出力で高速運転に適さず、また主電動機の出力強化や換装も実施されなかったことから、戦後も改軌までは同形車同士での2両連結やク6501形を連結した2両編成などで名古屋線の各駅停車や伊勢線となった元の伊勢電気鉄道本線（江戸橋 - 新松阪間）などに使用された。
1959年の名古屋線改軌にあたっては、モニ6221・モニ6222は狭軌仕様のまま養老線に配置となったが、残るモニ6223 - モニ6226については台車をシュリーレン式円筒案内台車の近畿車輛KD-31Bへ交換、1,435mm軌間用に改造して名古屋線に残留となった。
もっとも、モニ6223・モニ6224の2両は輸送需要の関係から1963年に台車を日本車輌製造D-16釣り合い梁式台車へ交換し、狭軌用に再改造されて養老線に転属、残るモニ6225・モニ6226は1968年に片運転台式に改造されたが、そのまま名古屋線で使用され続けた。
なお、この間にモニ6223 - モニ6225の3両については、中川寄り（養老線では桑名寄り）に手小荷物室が位置するように方向転換が実施されている。
モニ6221・モニ6222は1970年11月に、モニ6224は同年12月に、そしてモニ6223は1971年12月に除籍され、養老線在籍車は全車廃車解体となった。
もっともこれと代替する形で名古屋線所属のモニ6225・モニ6226が台車を廃車発生品の日本車輌製造D-16と交換の上で養老線へ転属となった。これら2両は1979年6月に老朽化で廃車解体となっている。
そのため全車とも現存しない。